# Voluptas

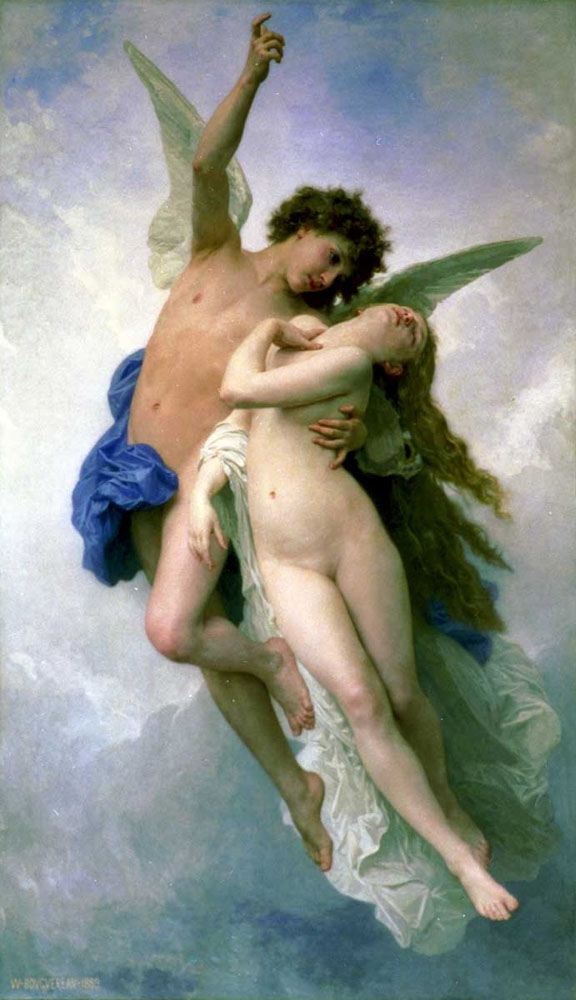
Amor y Psique de William-Adolphe Bouguereau.

Voluptas, Volupta o simplemente Voluptuosidad (‘placer’ en latín) es un epíteto o teónimo en la mitología clásica. En español ha dado la voz «voluptuosidad», que es la incitación o satisfacción de los placeres de los sentidos —placer sensual—, especialmente el placer sexual. Platón nos habla de Hedoné (Ἡδονή), la ‘libido’, en griego. Agustín de Hipona nos habla de Volupia, diosa del deleite.

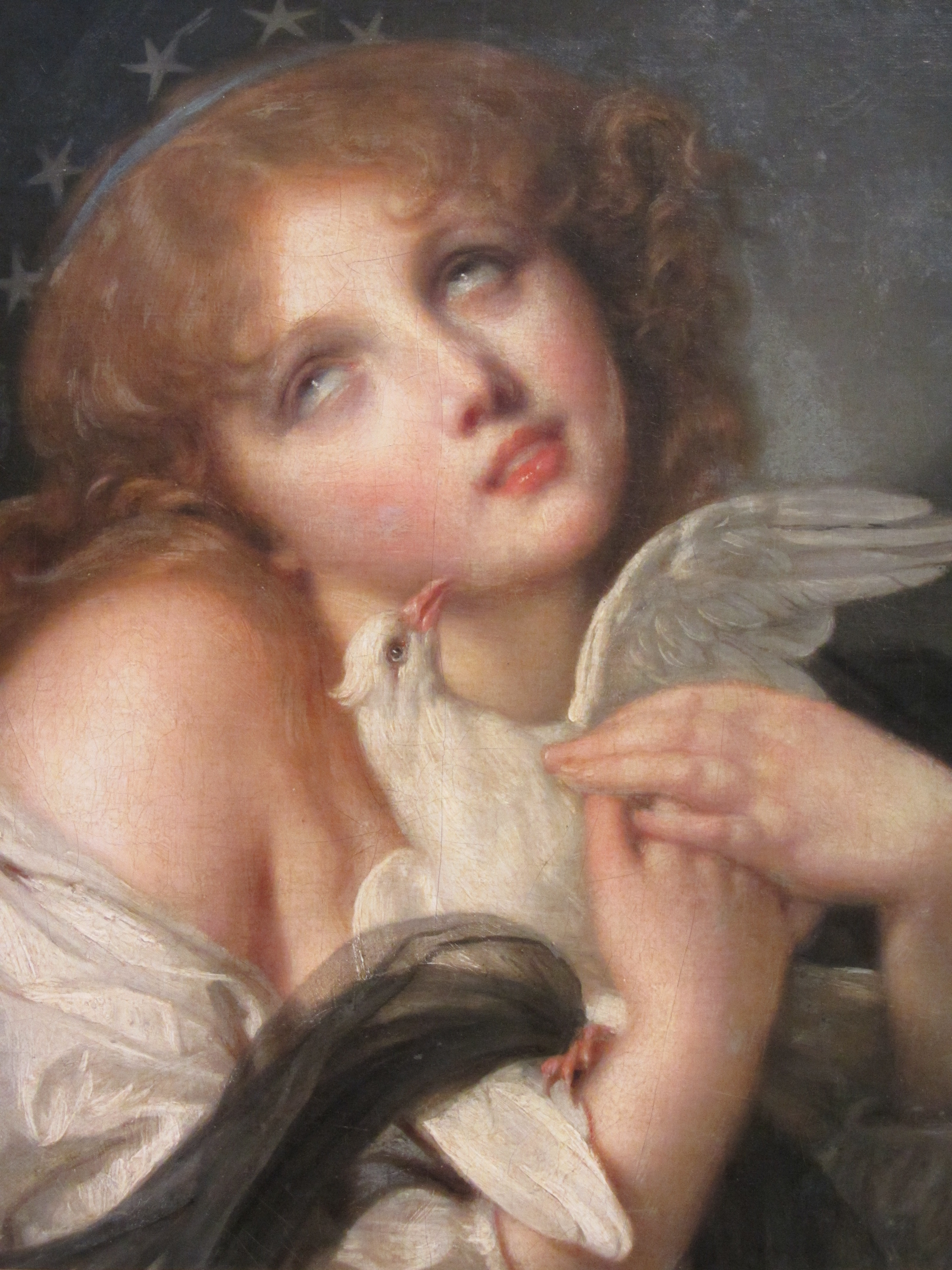
Voluptuosidad, óleo de Jean-Baptiste Greuze, Museo Pushkin, Moscú

## En Apuleyo
Según Apuleyo: «Así, regularizada ya su situación, quedó Psique en poder de Cupido. A su debido tiempo tuvieron una hija, a quien llamamos Voluptuosidad (Voluptas)».

## En Cicerón
Cicerón nos dice que se consagró el apelativo de Cupido, el de Placer (Voluptas) y el de Venus Lubentina (de ‘libido’), apelativos de entidades que entrañan un carácter vicioso.

## En Varrón
Varrón nos habla de una capilla de Volupia, ubicada en la calle Nueva de Roma. Esta Volupia fue identificada como una diosa del placer o de la alegría.  Otros mencionan a Volupia en relación a otras divinidades infantiles y en este sentido sería la diosa del deleite que siente un infante.

## En el Renacimiento
Las tres Gracias fueron representadas en la pintura de Botticelli, La primavera. En una medalla perteneciente al humanista Pico della Mirandola se pueden leer las identidades de las Gracias con nombres latinos parlantes: Castidad (Castitas), Belleza (Pulchritudo) y Deseo (Voluptas), sin duda adapatadas del filólogo renacentista Ficinio, en sus comentarios sobre El banquete platónico.

## Referencias

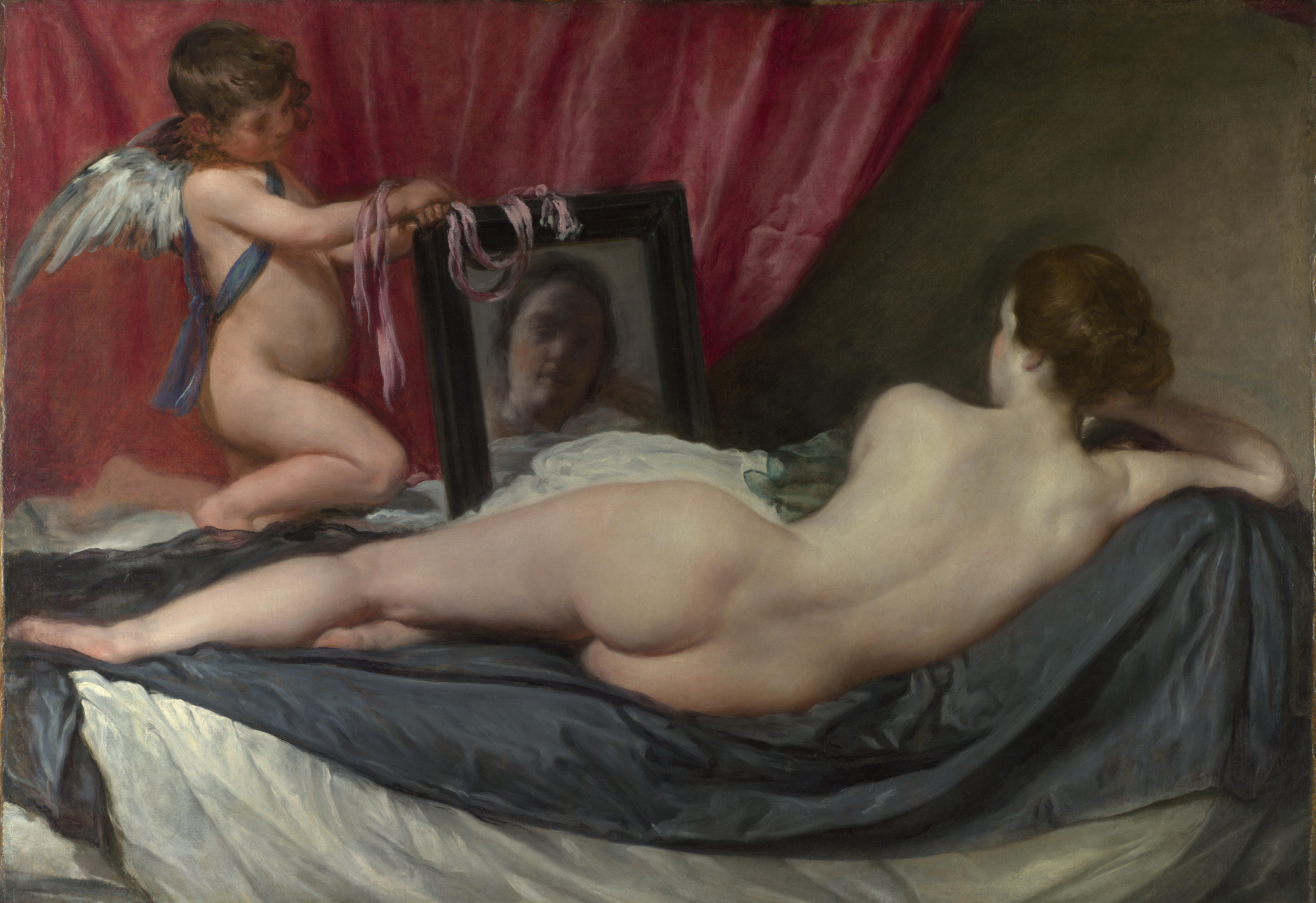
Venus del Espejo, de Velázquez. El placer sensual de la mirada femenina sobre su cuerpo reflejaría también la mirada masculina y desdoblaría a la mujer en su 'yo' y 'su imagen'.